# Анастази II (Кротоне)
Анастази II је насеље у Италији у округу Кротоне, региону Калабрија.
Према процени из 2011. у насељу је живело 27 становника. Насеље се налази на надморској висини од 31 м.